# Толпино (Курская область)
Толпино — село в Кореневском районе Курской области. Административный центр Толпинского сельсовета.

## География
Село находится на реке Толпинка (приток Сейма), в 25 км от российско-украинской границы, в 95 км к юго-западу от Курска, в 5 км к северу от районного центра — посёлка городского типа Коренево.
Климат
Толпино, как и весь район, расположено в поясе умеренно континентального климата с тёплым летом и относительно тёплой зимой (Dfb в классификации Кёппена).

## История
В 1708 году деревня Толпина обрела статус села в связи с постройкой Богоявленской церкви. В 1731 году храм сгорел. В 1734 году было возведено новое церковное здание.

## Население
| 2002 | 2010 |
| ---- | ---- |
| 604  | ↘602 |

## Инфраструктура
Личное подсобное хозяйство. Толпинский центральный сельский дом культуры. В селе 244 дома.

## Транспорт
Толпино находится в 1,5 км от автодороги регионального значения 38К-030 (Рыльск — Коренево — Суджа), на автодороге межмуниципального значения 38Н-567 (38К-030 — Нижняя Груня с подъездом к Гавриловка), в 1,5 км от ближайшего ж/д остановочного пункта 358 км (линии: 322 км — Льгов I, 358 км — Рыльск). Остановка общественного транспорта.
В 149 км от аэропорта имени В. Г. Шухова (недалеко от Белгорода).

## Достопримечательности
- Памятник — Однасельчанам погибшим в годы ВОВ
- Памятник — стрелок Цыганов Николай Георгиевич